# San Francisco Daily
De San Francisco Daily is een gratis krant in San Francisco. De krant wordt sinds 3 mei 2006 vijf keer per week uitgegeven. De krant wordt gedistribueerd in horecagelegenheden en werkplaatsen. De krant concentreert zich op de buurten Cow Hollow, Laurel Heights, Marina, Nob Hill, Noe Valley, North Beach, Pacific Heights, Russian Hill, West Portal en Western Addition.
De krant bevat een combinatie van lokaal, regionaal, nationaal en internationaal nieuws. Grotendeels wordt er door de krant geconcentreerd op lokaal nieuws.